# جوانا کروپا
جوانا کروپا (انگلیسی: Joanna Krupa؛ زادهٔ ۲۳ آوریل ۱۹۷۹) یک هنرپیشه، و مانکن (فرد) اهل لهستان است.
او در فیلم مشکل سگ بازی کرده است.